# Graphium latreillianus
Graphium latreillianus is een vlinder uit de familie van de pages (Papilionidae). De wetenschappelijke naam van de soort is voor het eerst geldig gepubliceerd in 1819 door Jean-Baptiste Godart.

## Kenmerken
Deze vlinder heeft lichtgroene tot gele vlekken over de voor- en achtervleugels en een rij evenwijdige bandjes langs de achterrand van de achtervleugels. De spanwijdte bedraagt ongeveer 6,5 tot 9 cm.

## Verspreiding en leefgebied
Deze vlindersoort komt voor van Sierra Leone, Liberia, Ghana, Togo en Benin tot in Nigeria, Kameroen, Congo-Kinshasa, Congo-Brazzaville, Oeganda en Angola.